# Río Huecha
Río Huecha är ett vattendrag i Spanien.   Det ligger i provinsen Provincia de Zaragoza och regionen Aragonien, i den nordöstra delen av landet, 250 km nordost om huvudstaden Madrid.